# 結城弘毅
結城 弘毅（ゆうき こうき、1878年12月 - 1956年）は、鉄道省（国鉄を当時運営）の局員であった人物
。日本交通協会正会員。

## 人物
現在の札幌市出身。東京帝国大学工科大学機械工学科を1905年に卒業後、山陽鉄道に入社する。酒豪として知られ、不祥事も何回か引き起こしたというが、同社の国有化に伴い国鉄職員となった。機関車庫主任、機関車掛長などを務め、3年間の欧米留学も経験した。
その後、長野および大阪鉄道局（運転課長）において列車の定時運行確保に大きな功績を残す。当時の蒸気機関車には速度計などついていなかったが、結城は線路のジョイント音や風景の流れる速さから列車のスピードを把握するよう局員に徹底させた。また「片手ショベル」投炭法の普及を進めた。これにより定時運行のみならず、石炭消費の削減も図られた。この功績から結城は「運転の神様」と称された。
その後、省では超特急「燕」の運転を開始する際、結城を本省の運輸局運転課長として呼び寄せ、指導を行わせた。しかし同列車の設定間もない1931年に、江木翼鉄道大臣が打ち出した鉄道局員の減俸問題に対する抗議として、21万人の鉄道局員とともに辞表を提出、問題解決の後も省に戻ることはなかった。
1953年11月、運輸大臣より交通文化賞（第一回）を受賞。1956年に死去。